# Вог (Эфиопия)
Вог — историческая горная область в регионе Амхира в Эфиопии, совпадает, примерно, с границами современной административной зоны Ваг-Хемра. На юге области расположены горы Ласты, на востоке и севере граница проходит по реке Телларе, а на западе — по реке Тэкэзе. Центром области является город Сокота, на протяжении многих веков бывшим одним из главных торговых центров страны.
Область Вог находилась во владение потомков императорской династии Загве, правившей Эфиопией с момента крушения Аксумского царства, и сменившей её Соломоновой династией.
В письменных источниках область впервые упоминается лишь в XIV веке.